# Jakob Jatzwauk
Jakob Jatzwauk (sorbisch Jakub Wjacławk; * 15. Februar 1885 in Horka bei Kamenz; † 3. September 1951 in Bautzen) war ein sorbischer Bibliothekar und Slawist.

## Leben
Jakob Jatzwauk war der Sohn des Steinbrucharbeiters und Häuslers Michael Jatzwauk (Michał Wjacławk) aus Horka und dessen Ehefrau Käthe geb. Skale (Kata Skalic). Er wurde nach Besuch der katholischen Bürgerschule in Bautzen 1899 in die Gymnasialpräparanda des katholischen Lehrerseminars in Bautzen aufgenommen und besuchte ab 1900 als Alumnus des Wendischen Seminars das Staatsobergymnasium Prag-Kleinseite. Von 1907 bis 1910 studierte er Theologie, Philosophie und Slawistik an der deutschen Karl-Ferdinands-Universität in Prag und anschließend Geschichte und Germanistik in Leipzig, wo er 1912 mit der Arbeit „Die Bevölkerungs- und Vermögensverhältnisse der Stadt Bautzen zu Anfang des 15. Jahrhunderts“ zum Dr. phil. promovierte.
Von 1913 bis 1945 arbeitete Jatzwauk an der Königlichen Öffentlichen Bibliothek Dresden (ab 1918 Sächsische Landesbibliothek) als Wissenschaftlicher Hilfsarbeiter, Bibliotheksassistent und ab 1921 als Landesbibliothekar. Gemeinsam mit Rudolf Bemmann gab er 1918 den Band I,1 der Bibliographie der sächsischen Geschichte heraus. Nach dem Weggang Bemmanns 1918 führte Jatzwauk dieses Projekt ehrenamtlich weiter. Allein seinem Engagement ist es zu danken, dass zwischen 1918 und 1945 weitere Bände erscheinen konnten: 1921 Band I,2; 1923 Band II; 1928 bzw. 1932 die Bände III,1 und III,2. Der Band III,3, der Bibliografien für die Städte Leipzig, Dresden und Chemnitz enthalten sollte, konnte bis 1945 nicht erscheinen.

„Bereits 23 Jahre lang habe ich Zeit, Mühe und Kraft diesem einst so groß angelegten Werke geopfert, einer Arbeit, die leider nicht immer die Unterstützung der maßgebenden Stellen gefunden hat. Ja, ich darf wohl behaupten, daß dieses Werk der Vergessenheit anheimgefallen wäre, wenn ich nicht immer wieder versucht hätte, diese oder jene Instanz zur Weiterführung der Bibliographie zu ermuntern oder sie dafür zu interessieren.“

Für die Nachträge zur Bibliographie der sächsischen Geschichte begann Jatzwauk bereits 1918 auf eigene Faust in seiner freien Zeit die täglichen Neuzugänge der Bibliothek aufzunehmen. Bis 1936 hatte er auf diese Weise 38.000 Titel gesammelt.
Jatzwauks zahlreiche Veröffentlichungen zur Geschichte und Literatur der Sorben, die in den 1920er Jahren in deutscher und sorbischer Sprache erschienen, markieren den Beginn der sorbischen sozialhistorischen Forschung.
Wegen seines Engagements für die Sorben beantragte das Sächsische Kultusministerium, unter Mitwirkung vom Fritz Fichtner, im Februar 1938 bei der Geheimen Staatspolizei Ermittlungen gegen Jatzwauk. Im Mai beantragte der Reichsstatthalter Martin Mutschmann beim Reichsministerium für Wissenschaft, Erziehung und Volksbildung, Jatzwauk in einen anderen Teil Deutschlands zu versetzen. Doch trotz dieser Stimmung gegen ihn und der Veränderung des politischen Klimas in der Landesbibliothek blieb er in Dresden, widerstand dem politischen Druck und trat auch jetzt nicht in die NSDAP ein.
Beim Bombenangriff auf Dresden im Februar 1945 verlor Jatzwauk seine Wohnung. Im Oktober 1945 zog er nach Bautzen, wo er am 1. Oktober die Leitung des Stadtarchivs sowie der Städtischen Büchereien zu Bautzen übernahm und den Zusammenschluss der drei selbständigen Bibliotheken (Volksbücherei, Stadtbibliothek und Gersdorfsche Bibliothek) organisierte. 1949 wurde er zum Leiter des Staatsfilialarchivs Bautzen ernannt.
1946 wurde Jatzwauk Vorsitzender der wissenschaftlichen Gesellschaft Maćica Serbska und 1950 ordentliches Mitglied der Historischen Kommission der Sächsischen Akademie der Wissenschaften zu Leipzig. Eine Berufung als Direktor an die Universitätsbibliothek Leipzig, verbunden mit einer Professur für Bibliothekswissenschaft, lehnte er 1948 und nochmals 1950 aus gesundheitlichen Gründen ab.
Jakob Jatzwauk starb 1951 im Alter von 66 Jahren in Bautzen.